# Salix chienii
Salix chienii ist ein großer Strauch oder kleiner Baum aus der Gattung der Weiden (Salix) mit anfangs hellgrünen und filzig behaarten und später rötlich braunen und verkahlenden Zweigen. Die Blattspreiten haben Längen von 2 bis 3,5 manchmal auch 5,5 Zentimetern. Das natürliche Verbreitungsgebiet der Art liegt in China.

## Beschreibung
Salix chienii ist ein bis zu 12 Meter hoher Strauch oder Baum mit matt braungrauer Borke. Junge Zweige sind hellgrün, filzig behaart und werden später rötlich braun und beinahe kahl. Die Knospen sind flaumig behaart und haben eine stumpfe Spitze. Die Laubblätter haben einen etwa 1 Millimeter langen, seidig behaarten Blattstiel. Die Blattspreite ist lang elliptisch, lanzettlich, oder verkehrt-lanzettlich, 2 bis 3,5 selten 5,5 Zentimeter lang und 0,5 bis 1,1 selten 1,3 Zentimeter breit, mit spitzer oder stumpfer Spitze, breit keilförmiger bis beinahe runder Basis und drüsig gesägtem Blattrand. Beide Seiten sind anfangs seidig daunenhaarig, die Oberseite ist grün, kahl oder beinahe kahl, die Unterseite ist blass, seidig behaart oder selten kahl oder beinahe kahl. Es werden acht bis zwölf Nervenpaare gebildet.
Die männlichen Blütenstände sind zylindrisch, 1,5 bis 2 Zentimeter lange Kätzchen. Der Blütenstandsstiel ist 3 bis 6 Millimeter lang und hat drei bis sieben Blätter. Die Tragblätter sind verkehrt-eiförmig, langflaumig behaart, mit stumpfer oder beinahe abgerundeter Spitze. Männliche Blüten haben zwei zusammengewachsene und an der Basis fein behaarte Staubblätter mit gelben Staubbeuteln. Weibliche Kätzchen sind 1,2 bis 1,8 Zentimeter lang und erreichen bei Fruchtreife eine Länge von 2 bis 4 Zentimeter. Der Blütenstandsstiel ist kurz und hat an der Basis drei bis fünf Blätter. Die Tragblätter sind eiförmig, bewimpert, beidseitig kahl, mit stumpfer oder abgerundeter Basis. Weibliche Blüten haben eine adaxiale Nektardrüse. Der Fruchtknoten ist eiförmig, etwa 2 Millimeter lang, kahl und sitzend. Der Griffel ist auffällig, die Narbe zweilappig. Als Früchte werden eiförmig-längliche, etwa 3 Millimeter lange Kapseln gebildet. Salix chienii blüht im April, die Früchte reifen im Mai.

## Vorkommen
Das natürliche Verbreitungsgebiet liegt in den chinesischen Provinzen Anhui, Fujian, Hubei, Hunan, Jiangsu, Jiangxi und Zhejiang. Salix chienii wächst entlang von Flüssen und in Dickichten in Höhen von 500 bis 600 Metern.

## Systematik
Salix chienii ist eine Art aus der Gattung der Weiden (Salix) in der Familie der Weidengewächse (Salicaceae). Dort wird sie der Sektion Salix zugeordnet. Sie wurde 1933 von Wan Chun Cheng erstmals wissenschaftlich beschrieben. Der Gattungsname Salix stammt aus dem Lateinischen und wurde schon von den Römern für verschiedene Weidenarten verwendet.
Es werden zwei Varietäten unterschieden:
- Salix chienii var. chienii: Die weiblichen Blüten haben kahle Fruchtknoten.[4]
- Salix chienii var. pubigera N.Chao Die weiblichen Blüten haben dicht flaumig behaarte Fruchtknoten. Das Verbreitungsgebiet liegt in der chinesischen Provinz Hunan.[5]

## Nachweise